# Richard Dawnay Viscount Downe
Richard Dawnay Viscount Downe, britanski general, * 1903, † 1965.